# Legend Holdings
Legend Holdings Corporation — китайский многопрофильный инвестиционный холдинг. Основные интересы сосредоточены в сфере информационных технологий, финансовых и медицинских услуг, недвижимости, логистики, аренды автомобилей, интернет-маркетинга, цифрового здравоохранения, сельского хозяйства и промышленности (производство электроники, литий-ионных аккумуляторов, химической продукции, продуктов питания и напитков). Входит в число крупнейших компаний страны и мира. Основан в ноябре 1984 года, штаб-квартира расположена в Пекине. Контрольный пакет акций Legend Holdings принадлежит Китайской академии наук и компании China Oceanwide Holdings Group.

## История
В 1984 году Лю Чуаньчжи и 10 его коллег основали на средства Института вычислительной техники Китайской академии наук фирму ICT New Technology Development Company. Изначально она торговала офисной техникой IBM и Hewlett-Packard, а в 1990 году выпустила собственный персональный компьютер Legend, ставший лидером китайского рынка.
В 1994 году отдел персональных компьютеров Legend был преобразован в акционерную компанию Lenovo, которая вышла на Гонконгскую фондовую биржу. В 1997 году торговая марка Legend / Lenovo заняла первое место на китайском рынке персональных компьютеров, а в 2000 году — на рынке Азиатско-Тихоокеанского региона (за исключением Японии).
В 2001 году Legend Holdings окончательно разделил бизнес на два направления — Lenovo (компьютерная техника) и Digital China (дистрибуция и системная интеграция). В том же 2001 году Digital China вышла на Гонконгскую фондовую биржу, Legend Holdings провёл реформу акционерного капитала (ключевые сотрудники выкупили 35 % акций), были основаны дочерние компании Legend Capital (венчурные инвестиции в китайские стартапы) и Raycom Real Estate (операции с недвижимостью).
В 2003 году Legend Holdings сменил логотип с Legend на Lenovo и основал дочернюю компанию Hony Capital (частное инвестирование и управление активами). Кроме того, в 2003 году Legend Capital инвестировала средства в создание компании Phylion Battery (производство аккумуляторов). В 2004 году Lenovo приобрела глобальный бизнес персональных компьютеров у американского гиганта IBM. В 2007 году с согласия Legend Holdings компания Digital China привлекла новых инвесторов.
В 2008 году была основана дочерняя компания Legend Star (обучение предпринимателей и поддержка высокотехнологических стартапов). В 2009 году новым акционером Legend Holdings стала инвестиционная компания China Oceanwide Holdings Group (Пекин) миллиардера Лю Чжицяна. Доля Китайской академии наук в Legend Holdings сократилась с 65 % до 36 %, сотрудники группы сохранили свои 35 %, а China Oceanwide получила 29 % акций. В 2010 году Legend Holdings инвестировал средства в компании Lakala (оператор мобильных платежей) и China Auto Rental (сеть проката автомобилей), а также создал химическую компанию Levima Group.
В 2011 году Legend Holdings продал 8 % акций Lenovo руководителю компании Ян Юаньцину. В 2012 году сельскохозяйственное и пищевое направление Legend Holdings было преобразовано в дочернюю компанию Joyvio Group. Кроме того, в 2012 году группа основала компании Zeny Supply Chain (хранение и дистрибуция замороженных продуктов, управление оптовыми рынками) и Zhengqi Financial (финансовые услуги), а также инвестировала средства в компанию UIB (финансовые и страховые услуги).
В 2013 году Lenovo стала крупнейшим производителем персональных компьютеров на мировом рынке. В январе 2014 года Lenovo приобрела у компании Google за 2,9 млрд долл. американского производителя смартфонов и планшетов Motorola Mobility, а в сентябре 2014 года приобрела у IBM бизнес по производству серверов. Кроме того, в 2014 году Legend Holdings инвестировала средства в компании Eloan (финансовые услуги) и Bybo Dental Group (медицинские услуги), а компания China Auto Rental (CAR) вышла на Гонконгскую фондовую биржу. В июне 2015 года на Гонконгскую фондовую биржу вышла материнская Legend Holdings Corporation.
Также в 2015 году Legend Holdings основал дочернюю компанию JC Leasing (лизинг и другие финансовые услуги) и инвестировал средства в компанию Social Touch (мобильный маркетинг), а Joyvio Group поглотила компанию Golden Wing Mau, образовав крупнейший в Китае фруктовый холдинг полного цикла. В 2016 году Legend Holdings инвестировал средства в китайскую торговую сеть Liquor Easy, австралийского производителя морепродуктов KB Seafoods и британского страховщика Pension Insurance Corporation Group. Кроме того, в 2016 году компания Sunac China Holdings стала совладельцем Raycom Real Estate, а Xiamen ITG Group и Cindafund инвестировали в Zhengqi Financial.
В 2017 году CAS Holdings инвестировал средства в компанию Levima Advanced Materials, а Legend Holdings — в компанию Better Sun Education Group (сеть детских садов). В 2018 году Legend Holdings приобрёл контрольный пакет акций люксембургского банка BIL (Banque Internationale à Luxembourg). В 2019 году платёжная фирма Lakala Payment вышла на Шэньчжэньскую фондовую биржу. По состоянию на 2019 год 91,8 % продаж Legend Holdings приходилось на сектор информационных технологий, 4 % — на сектор продуктов и напитков, 2,3 % — на сектор финансовых услуг, 1,5 % — на промышленный сектор и сектор профессиональных услуг. Главными рынками сбыта для Legend Holdings являлись Северная и Южная Америка (29,8 %), Китай (26 %), Европа, Ближний Восток и Африка (23,1 %), Азиатско-Тихоокеанский регион (21,1 %).

## Крупнейшие активы

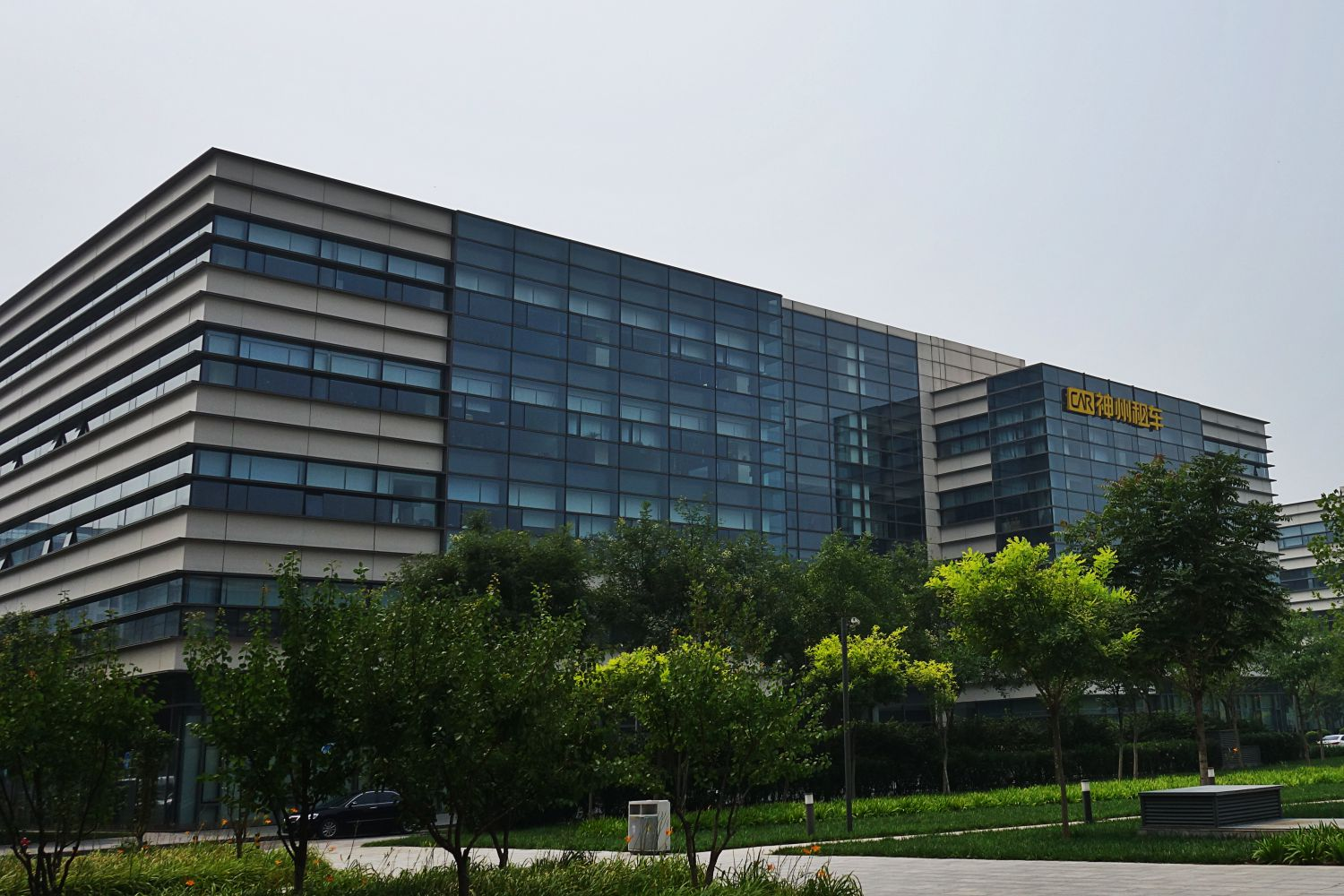
Офис CAR Inc. в Тяньцзине

Legend Holdings является акционером десятков китайских и зарубежных компаний: 
- Lenovo Group (Пекин) — разработка и производство персональных и бизнес-компьютеров, ноутбуков, планшетов, смартфонов, телевизоров, мониторов, серверов, устройств хранения данных, принтеров, сканеров и программного обеспечения[14][15].
- Digital China Group (Пекин) — интегрированные IT-услуги, в том числе облачные услуги и онлайн-маркетинг[16][17].
- Hony Capital (Пекин и Гонконг) — инвестиции, управление активами[18][19][20].
  - Hospital Corporation of China (инвестиции в медицинские услуги).
  - Best Food Holding (инвестиции в ресторанные сети).
- Legend Capital (Пекин) — венчурные инвестиции, управление активами[21][22].
- Legend Star (Пекин) — венчурные инвестиции и поддержка высокотехнологических стартапов[23][24][25].
- Hankou Bank (Ухань) — банковские операции и финансовые услуги.
- Lakala Group (Пекин) — платёжные системы и финансовые услуги.
- Tongcheng Eloancn Network Technology (Пекин) — кредитная сетевая платформа.
- Zhengqi Financial Holdings (Хэфэй) — финансовые услуги.
- JC International Finance & Leasing (Шанхай) — финансовые услуги.
- Suzhou Trust (Сучжоу) — финансовые услуги.
- Hyundai Insurance (Пекин) — страхование.
- Raycom Property Investment (Пекин) — развитие коммерческой недвижимости[26]. 
  - Raycom InfoTech Park в Пекине
- BYBO Dental Group (Пекин) — сеть стоматологических клиник.
- Shanghai Neuromedical Center (Шанхай) — медицинские услуги.
- Wenkang Group (Пекин) — медицинские услуги и цифровое здравоохранение.
- Joyvio Group (Пекин) — выращивание и переработка ягод, фруктов и чая, производство соков, ликеров и вина, розничная торговля[27][28][29].
  - Joy Wing Mau Group (переработка и дистрибуция фруктов)
  - Funglian Holdings (производство алкогольных напитков)
  - Longguan Longjing Tea (производство чая)
  - Starfish (переработка и дистрибуция морепродуктов)
  - Huawen Food (производство рыбных и соевых закусок)
  - JBA Holdings (производство риса, хлопьев и каш)
  - GuoShuHao (сеть продуктовых супермаркетов)
  - Liquor Easy (сеть магазинов спиртного)
  - Nine Masters (производство готовой еды для компаний, магазинов и сетей доставки)
- Phylion Battery (Сучжоу) — производство аккумуляторов.
- Levima Group (Пекин) — химическая промышленность. 
  - Levima Advanced Materials Corporation (производство полимерных материалов).
- CAR Inc. (Пекин) — прокат и лизинг автомобилей[30].
- Eastern Air Logistics (Шанхай) — авиаперевозки и логистика.
  - China Cargo Airlines
  - EAL Express
  - EAL Transportation
  - EAL Supply Chain
- Gain Cold Chain (Ухань) — сеть холодильников и оптовых рынков.
- Better Sun Educational Group (Шанхай) — сеть частных учебных центров, школ и детских садов.

Инвестиционной компании Hony Capital принадлежат крупные пакеты акций таких китайских компаний, как ByteDance, China International Marine Containers, Jin Jiang Hotels, New China Life Insurance, Suning.com, Neusoft, Viu, Happigo, Zoomlion Heavy Industry, CSPC Pharmaceutical Group, Simcere Pharmaceutical Group, Pharmplus, Shanghai SMI Holding, COFCO Capital, ENN Ecological Holdings.   

### Зарубежные активы
Legend Holdings и его дочерние компании Hony Capital и Legend Capital являются акционерами следующих компаний: 
- PizzaExpress (Великобритания) — сеть ресторанов.
- Pension Insurance Corporation (Великобритания) — страхование пенсионных фондов.
- Elac[англ.] (Германия) — производство аудиотехники[33].
- Banque Internationale à Luxembourg (Люксембург) — банковские операции и финансовые услуги.
- STX Entertainment (США) — производство и дистрибуция фильмов и телесериалов.
- WeWork (США) — офисы для стартапов и предпринимателей.
- FibroGen (США) — фармацевтика.
- Biosensors International (Сингапур) — производство медицинского оборудования.
- KB Food (Австралия) — переработка и дистрибуция морепродуктов.